# Torre campanaria di Pístovice
La torre campanaria di Pístovice (in ceco Zvonice Pístovice) si trova nell'omonima frazione del comune di Račice-Pístovice nel Distretto di Vyškov, Moravia Meridionale in Repubblica Ceca. Si tratta di un edificio considerato monumento culturale nazionale che risale al XVIII secolo.

## Storia

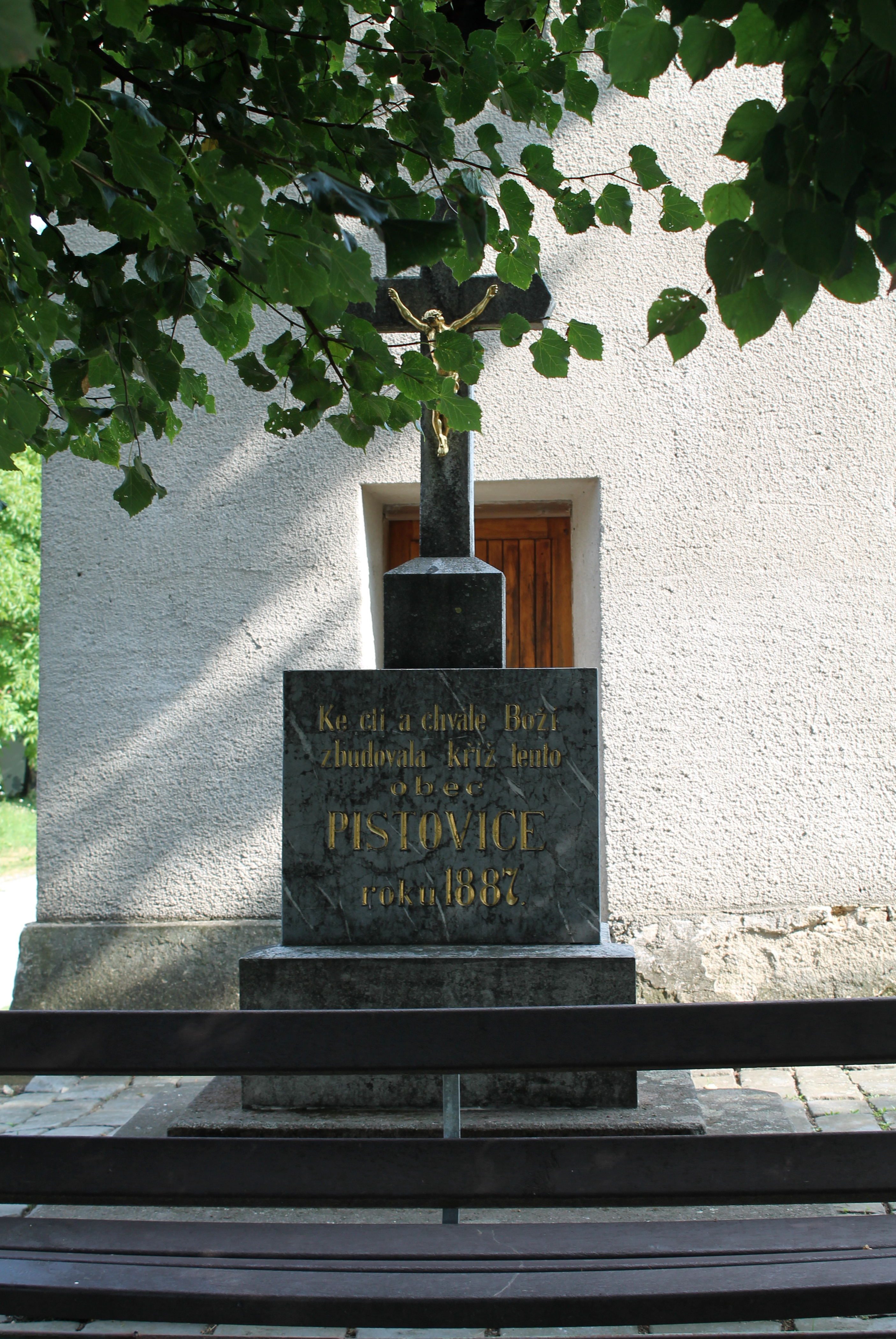
Croce posta davanti all'ingresso della torre

Il campanile storico è stato edificato verso la fine del XVIII secolo.

## Descrizione

### Esterni
La torre si trova nella parte orientale dell'abitato di Pístovice, frazione del comune di Račice-Pístovice nella Moravia Meridionale, Repubblica Ceca. Si tratta di un importante edificio storico-culturale e punto di riferimento del paese. La struttura è tozza ed isolata a pianta quadrata in mattoni. L'ingresso rettangolare è architravato. Il piano della cella campanaria è caratterizzato, su ciascun lato, da una finestra ad arco ribassato. Le facciate sono semplici ed intonacate e nella parte alta, sotto il tetto, c'è un triplice profilo sporgente. La copertura del tetto è a forma di piramide quadrata bassa con lastre quadranglari di ardesia e si conclude con una croce a due bracci.

### Interni
Spazio interno presenta un soffitto piatto con travi a vista. Vi si trova una piccola nicchia rettangolare in un muro. gli arredi risalgono al 1800 circa.

### Monumento culturale della Repubblica Ceca
La tutela dei monumenti della Repubblica Ceca considera la torre campanaria di Pístovice un monumento culturale nazionale tutelato col numero di catalogo 1000130645.